# 3Hz
3Hz Inc. (Nhật: 株式会社3Hz Hepburn: Kabushiki-gaisha San Herutsu) là một xưởng phim hoạt hình Nhật Bản được thành lập vào tháng 3 năm 2013 bởi Yuichiro Matsuka (một nhà sản xuất từ Production I.G) cùng một số nhân viên cũ từ Kinema Citrus. Công ty sử dụng tên Studio 3Hz trên hầu hết các phần danh đề anime.

## Sản xuất

### Anime truyền hình
| Năm  | Thời gian phát sóng            | Tựa đề                                          | Đạo diễn                         | Số tập | Ghi chú                                                                                         |
| ---- | ------------------------------ | ----------------------------------------------- | -------------------------------- | ------ | ----------------------------------------------------------------------------------------------- |
| 2014 | 5 tháng 10 – 28 tháng 12       | Sora no Method                                  | Sakoi Masayuki                   | 13     | Tác phẩm gốc.                                                                                   |
| 2016 | 10 tháng 1 – 27 tháng 3        | Dimension W                                     | Kamei Kanta                      | 12     | Chuyển thể từ manga của Iwahara Yūji. Hợp tác sản xuất với Orange.                              |
| 2016 | 6 tháng 10 – 29 tháng 12       | Flip Flappers                                   | Oshiyama Kiyotaka                | 13     | Tác phẩm gốc.                                                                                   |
| 2017 | 9 tháng 7 – 24 tháng 9         | Princess Principal                              | Tachibana Masaki                 | 12     | Tác phẩm gốc. Hợp tác sản xuất với Actas.                                                       |
| 2018 | 8 tháng 4 – 30 tháng 6         | Sword Art Online Alternative Gun Gale Online    | Sakoi Masayuki                   | 12     | Phần ngoại truyện của Sword Art Online; dựa trên light novel cùng tên của Sigawa Keiichi.       |
| 2019 | 13 tháng 10 – 18 tháng 1, 2020 | Chidori RSC                                     | Takahashi Masanori               | 12     | Chuyển thể từ manga của Salmiakki.                                                              |
| 2020 | 14 tháng 1 – 29 tháng 12       | A3!                                             | Sakoi Masayuki Shinohara Keisuke | 24     | Chuyển thể từ trò chơi trên điện thoại của Liber Entertainment. Hợp tác sản xuất với P.A.Works. |
| 2022 | 4 tháng 4 – 20 tháng 6         | Healer Girl                                     | Irie Yasuhiro                    | 12     | Tác phẩm gốc.                                                                                   |
| 2022 | 14 tháng 7 – 29 tháng 9        | Hataraku Maou-sama!!                            | Tsukushi Daisuke                 | 12     | Mùa thứ hai của Hataraku Maou-sama!; mùa một trước đó do White Fox sản xuất.                    |
| 2023 | 12 tháng 4 – 28 tháng 6        | The Marginal Service                            | Sakoi Masayuki                   | 12     | Tác phẩm nguyên tác.                                                                            |
| 2023 | 13 tháng 7 – 28 tháng 9        | Hataraku Maou-sama!!                            | Tsukushi Daisuke                 | 12     | Nối tiếp câu chuyện của Hataraku Maou-sama!!.                                                   |
| 2024 | tháng 10 -                     | Sword Art Online Alternative Gun Gale Online II | Sakoi Masayuki                   |        | Phần tiếp theo của Sword Art Online Alternative Gun Gale Online.                                |

### OVA/ONA
| Tựa đề                                  | Đạo diễn       | Ngày phát hành    | Số tập | Nguồn |
| --------------------------------------- | -------------- | ----------------- | ------ | --- |
| Sora no Method: Aru shoujo no kyuujitsu | Sakoi Masayuki | 24 tháng 7, 2015  | 1      | Tập phim không được chiếu trên truyền hình, đóng gói trong bộ Blu-ray thứ bảy của anime.                              |
| Dimension W                             | Kamei Kanta    | 26 tháng 8, 2016  | 1      | Tập phim không được chiếu trên truyền hình, đóng gói trong bộ Blu-ray thứ sáu của anime. Hợp tác sản xuất với Orange. |
| Sora no Method: Mō hitotsu no onegai    | Masayuki Sakoi | 11 tháng 10, 2019 | 1      | Tập ONA tập trung vào nhân vật mới tên là Carol; phát hành trên YouTube.                                              |

### Phim anime chiếu rạp
| Tựa đề   | Đạo diễn                        | Ngày phát hành   | Ghi chú       |
| -------- | ------------------------------- | ---------------- | ------------- |
| BLACKFOX | Nomura Kazuya Shinohara Keisuke | 5 tháng 10, 2019 | Tác phẩm gốc. |

### Trò chơi điện tử
| Năm  | Tựa đề                           | Nhà phát hành | Ghi chú                          |
| ---- | -------------------------------- | ------------- | -------------------------------- |
| 2015 | Tokyo Xanadu                     | Nihon Falcom  | Soạn xuất đoạn phim mở đầu game. |
| 2016 | Ys VIII: Lacrimosa of Dana       | Nihon Falcom  | Soạn xuất đoạn phim mở đầu game. |
| 2017 | Eiyū Densetsu: Sen no Kiseki III | Nihon Falcom  | Soạn xuất đoạn phim mở đầu game. |
| 2018 | Eiyū Densetsu: Sen no Kiseki IV  | Nihon Falcom  | Soạn xuất đoạn phim mở đầu game. |